# المكلاة
المكلاة هي قرية من فئة (ب) تقع في محافظة عفيف، والتابعة لمنطقة الرياض في السعودية. حيث أن منطقة الرياض تضم 22 محافظة إدارية، منها 12 محافظة فئة (أ)، و 10 محافظات فئة (ب). بها 500 مركز إداري، منها 183 مركز فئة (أ)، و 317 مركز فئة (ب).

## الخدمات العامة
- كهرباء[3]
- مكتب بريد[3]
- جمعية تعاونية[3]
- شبكة هاتف[3]
- هاتف نقال[3]
- شبكة إنترنت[3]
- مدارس[3]